# مجلة الرأي اكسبريس (الهند)
مجلة مجموعة الرأي اكسبريس The Opinion Express Group هي مجلة إخبارية شهرية تصدر باللغة الإنجليزية الهندية وتنشرها شركة Opinion Express Communications & Entertainment Pvt Ltd.  تمتلك مجموعة Opinion Express منصتها عبر الإنترنت حيث يمكن للقراء الحصول على الإصدار الشهري من المجلة. وهي واحدة من أكثر المجلات انتشارًا في الهند . براشانت تيواري هو رئيس تحرير المجلة وقد تم نشرها وطباعتها لأول مرة من قبل راجيف أجنيهوتري. 

## تاريخ المجلة
تأسست مجموعة الرأي اكسبريس عام 1992 بواسطة Prashant Tewari. في الوقت الحاضر يتم نشر مجلة الرأي اكسبريس باللغة الإنجليزية. صدر العدد الأول من المجلة في 1 نوفمبر 1992. في أكتوبر 2015، أنشأت مجلة الرأي اكسبريس برنامجًا لتبادل المحتوى مع The Pioneer (الهند) لتعزيز المحتوى لقرائها العالميين.

## المساهمون البارزون
- J. Gopikrishnan
- راهول ميسرا
- براخار مصر
- كابيل دوداكيا
- جو بيرينج
- موهبة خليل
- ديواكار شيتي
- أنشومان دوجرا
- نيثيا راميش
- الدكتور شيف كومار
- راجيف اجنيهوتري

## الروابط الخارجية
- Opinion Express الموقع الرسمي لمجموعة Opinion Express
- Opinion Express Twitter عنوان Twitter الرسمي لمجموعة Opinion Express Group
- Opinion Express Facebook الصفحة الرسمية على Facebook لمجموعة Opinion Express